# Nadieżda Kaszereninowa
Nadieżda Aleksandrowna Kaszereninowa (ros. Надежда Александровна Кашерининова, ur. 1 lutego 1870 w Sankt Petersburgu, zm. 1920) – rosyjska lekarka, fizjolożka. Jej ojcem był admirał Aleksandr Parmenowicz Kaszereninow (1843–1920). Studiowała w Instytucie Medycznym w Petersburgu, ukończyła studia w 1902 roku. Służyła jako lekarz wojskowy w Mandżurii podczas wojny rosyjsko-japońskiej. Od 1906 współpracowała z Iwanem Pawłowem w Wojskowej Akademii Medycznej i Carskim Instytucie Medycyny Doświadczalnej. Od 1910 powróciła do praktyki lekarskiej. W 1920 roku kierując szpitalem chorób zakaźnych zachorowała na tyfus i zmarła.

## Wybrane prace
- Материалы к изучению условных слюнных рефлексов на механическое раздражение кожи у собаки. Дисс., СПб., изд. ВМА, 1908
- О механическом раздражении как раздражителе слюнных желез. Труды Общества русских врачей ss. 385–388 (1905)